# Isabela Merced
Isabela Yolanda Moner, 2019 óta Isabela Merced (Cleveland, Ohio, 2001. július 10. –) amerikai színész- és énekesnő. 
A Nickelodeon 100 dolog a gimi előtt című televíziós sorozatból ismert, melyben CJ Martint játssza. Olyan filmekben szerepelt, mint a Transformers: Az utolsó lovag (2017), az Instant család (2018), a Sicario 2. – A zsoldos (2018) és a Dóra és az elveszett Aranyváros (2019). 2014–2017 között Kate hangját kölcsönözte a Nickelodeon Dóra és barátai című animációs sorozatában. Főszerepet játszott a Teknősök végtelen sora (2024) és az Alien: Romulus (2024) című filmekben. 2025-ben feltűnt az HBO The Last of Us című sorozatának második évadában.

## Gyermekkora és tanulmánya

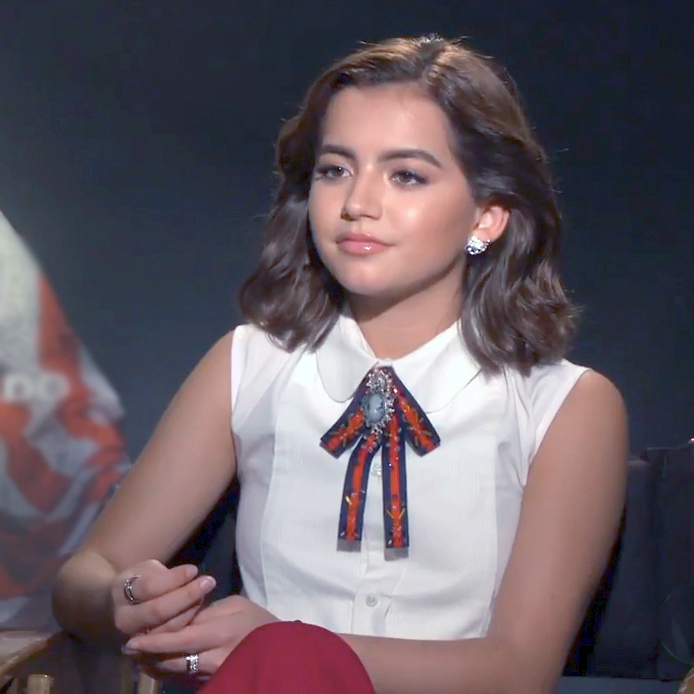
2018-ban

2001. július 10-én született az ohiói Clevelandben. A perui Limában született Katerine ápolónő és a louisianai Patrick Moner tűzoltó lánya.
Moner kijelentette, hogy a spanyol volt az első anyanyelve, majd amikor az első iskolájába kezdett el járni, nehezen ment neki az angol nyelv. Hozzátette, hogy inkább peruinak tartja magát, mint amerikainak. 15 éves korában felvették a főiskolába. Két testvére van.
Merced azután kezdett el színészkedni, hogy családja clevelandi otthonát tűzvész pusztította el. Az apja volt aznap este az ügyeletes tűzoltó. Judy Garland-rajongó volt, ezért a szülei, hogy eltereljék a figyelmét a veszteségről, arra bátorították a lányt, jelentkezzen az Oz, a nagy varázsló című helyi előadás meghallgatására. Beleegyezett, és megkapta a Munchkin szerepét. A Fairmount Előadóművészeti Konzervatóriumba járt, amelyet Fred Sternfeld Broadway-producer vezetett, aki megpróbálta meggyőzni Merced édesanyját, hogy vigye el őt New Yorkba meghallgatásokra. Némi hezitálás után édesanyja beleegyezett, és a család egy hónapra New Yorkba költözött, így Merced a Broadwayn karriert futott be.

## Pályafutása

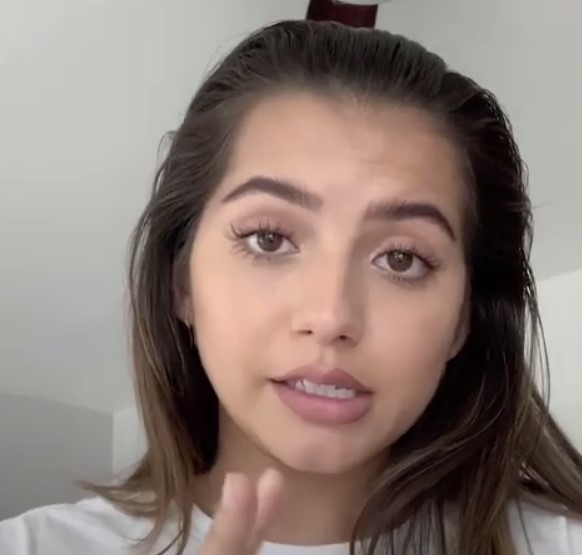
2020-ban

Merced elmondta, már egészen fiatal kora óta színésznő akart lenni, a Shirley Temple és Judy Garland filmek inspirálták, és hatévesen kezdett el a helyi közösségi színházban játszani. Az első munkáját, egy Claritin-reklámot, azon a nyáron kapta meg, amikor állítólag utoljára járt a New York-i meghallgatásokon. Tízévesen debütált a Broadwayn az Evita című produkcióban, amelyben spanyolul énekelt Ricky Martinnal.
Első önálló főszerepét CJ Martin szerepében játszotta a Nickelodeon 100 dolog a gimi előtt című sorozatában, 2014 és 2016 között. Ugyanebben az évben, 2014-től 2017-ig kezdte el kölcsönözni Kate hangját a Dóra és barátai animációs sorozatban. 2015-ben Lori Collins szerepében tűnt fel az Adam és Adam című filmben, majd a 2016-ban A titkos templom legendái című tévéfilmben Sadie karakterét játszotta. Debütáló albuma, a Stopping Time (2015) a Broadway Records kiadásában jelent meg.

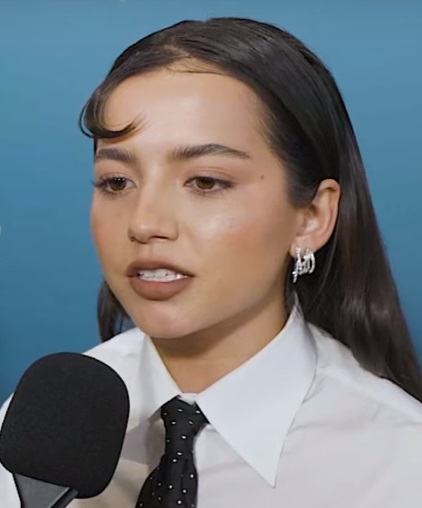
2024-ben

2016 májusában Merced szerepet kapott a Transformers: Az utolsó lovag című filmben, amelyet 2017 júniusában mutattak be. A 2017. augusztus 11-én mozikba került A mogyoró-meló 2. animációs filmben Heather hangját szólaltatta meg.
2018-ban jelentős szerepet kapott a Sicario 2. – A zsoldos akcióthrillerben, amelyben egy drogkartell vezetőjének lányát formálta meg; a kritikusok elismerésben fogadták. A The New Yorker-től Anthony Lane így nyilatkozott: „Moner fantasztikus, és a karaktere sorsát a szeméből lehet kiolvasni – kezdetben ragyogó, ahogy egy másik lánnyal veszekszik az iskolaudvaron, de a végére sötét és üres lesz, a fiatalos tüzet kioltja az erőszak, amit a lány megélt”.
Ugyanebben az évben ő játszotta a Mark Wahlberg és Rose Byrne által alakított karakterek örökbefogadott lányát az Instant család című vígjátékban, amelyhez ő írta és énekelte az I'll Stay című dalt. 2019-ben címszerepet játszott a Dóra és az elveszett Aranyváros animációs sorozat élőszereplős filmadaptációjában, és feltűnt a Behavazva karácsonyi romantikus vígjátékban. Még ebben az évben Jason Momoa mellett volt látható a Netflix Édes kislányom című filmjében.
2019. október 14-én az Instagram-fiókján közzétett bejegyzésben jelentette be rajongóinak, hogy úgy döntött, néhai nagymamája emlékére Isabela Mercedre változtatja művésznevét. Első kislemeze, a „Papi” 2019-ben került kiadásra, amit 2019. november 6-án megjelent első klipje követett. Merced 2020-ban adta ki debütáló EP-jét The Better Half of Me címmel a Republic Records forgalmazásában, és a Billboard 2020 júliusában a 15 leghallgatottabb új perui előadó közé választotta.
2024-ben szerepelt John Green 2017-es regényének filmadaptációjában, a Teknősök végtelen sorában, valamint Fede Álvarez Alien: Romulus című filmjében. 2025 áprilisában Dina szerepében tűnt fel a The Last of Us 2. évadában. 2025 júliusában Kendra Saunders / Sólyomlány alakjában tűnt fel a DC-univerzum (DCU) Superman (2025) című filmjében.

## Filmográfia

### Film
| Év   | Magyar cím                      | Eredeti cím                               | Szerep                       | Magyar hang      |
| ---- | ------------------------------- | ----------------------------------------- | ---------------------------- | ---------------- |
| 2013 | A ház, amit Jack épített        | The House That Jack Built                 | Nadia fiatalon               |                  |
| 2016 | Életem legrosszabb éve          | Middle School: The Worst Years of My Life | Jeanne                       | Gyarmati Laura   |
| 2017 | Transformers: Az utolsó lovag   | Transformers: The Last Knight             | Izabella                     | Pekár Adrienn    |
| 2017 | A mogyoró-meló 2.               | The Nut Job 2: Nutty by Nature            | Heather (hangja)             | Hermann Lilla    |
| 2018 | Sicario 2. – A zsoldos          | Sicario: Day of the Soldado               | Isabela Reyes                | Pekár Adrienn    |
| 2018 | Instant család                  | Instant Family                            | Lizzie                       | Pekár Adrienn    |
| 2019 | Dóra és az elveszett Aranyváros | Dora and the Lost City of Gold            | Dora                         | Rudolf Szonja    |
| 2019 | Behavazva                       | Let It Snow                               | Julie                        | Nagy Blanka      |
| 2021 | Szilaj: Zabolátlanok            | Spirit Untamed                            | Lucky Prescott (hangja)      | Pekár Adrienn    |
| 2021 | Édes kislányom                  | Sweet Girl                                | Rachel Cooper                | Staub Viktória   |
| 2022 | Örömapa                         | Father of the Bride                       | Cora Herrera                 | Dér Marus        |
| 2022 | Rozalin                         | Rosaline                                  | Juliet                       | Rudolf Szonja    |
| 2023 | Kacsalábon                      | Migration                                 | Kim (hangja)                 | Hegedűs Johanna  |
| 2024 | Madame Web                      | Madame Web                                | Anya Corazon / Araña         | Stern Hanna      |
| 2024 | Teknősök végtelen sora          | Turtles All the Way Down                  | Aza Holmes                   | Rudolf Szonja    |
| 2024 | Alien: Romulus                  | Alien: Romulus                            | Kay                          | Mentes Júlia     |
| 2025 | Superman                        | Superman                                  | Kendra Saunders / Sólyomlány | Pájer Alma Virág |

### Televízió
| Év        | Magyar cím                | Eredeti cím                         | Szerep                       | Megjegyzések                                       |
| --------- | ------------------------- | ----------------------------------- | ---------------------------- | -------------------------------------------------- |
| 2014      |                           | Growing Up Fisher                   | Jenny                        | visszatérő szerep (7 epizód)                       |
| 2014–2016 | 100 dolog a gimi előtt    | 100 Things to Do Before High School | CJ Martin                    | - főszereplő - magyar hangja: - Hermann Lilla      |
| 2014–2017 | Dóra és barátai           | Dora and Friends: Into the City!    | Kate (hangja)                | - főszereplő - magyar hangja: - Kis-Kovács Luca    |
| 2015      | Adam és Adam              | Splitting Adam                      | Lori Collins                 | - tévéfilm - magyar hangja: - Boldog Emese         |
| 2016      | A titkos templom legendái | Legends of the Hidden Temple        | Sadie                        | - tévéfilm - magyar hangja: - Pekár Adrienn        |
| 2019      |                           | The Amazing Race Canada             | önmaga                       | 1 epizód                                           |
| 2021      | Maya és a három harcos    | Maya and the Three                  | Özvegy királynő (hangja)     | minisorozat                                        |
| 2024      | Kő, Papír, Olló           | Rock Paper Scissors                 | Susan (hangja)               | 1 epizód                                           |
| 2025      | The Last of Us            | The Last of Us                      | Dina                         | - mellékszereplő - magyar hangja: - Staub Viktória |
| 2025      | Peacemaker – Békeharcos   | Peacemaker                          | Kendra Saunders / Sólyomlány | 1 epizód                                           |

## Diszkográfia
Énekesi karrierje során Merced két albumot adott ki:
- Stopping Time (2015)
- Bela